# Сибирское бюро ЦК РКП(б)
Сибирское бюро ЦК РКП (б), Сиббюро — территориальный орган РКП (б), действовавший в 1918—1924 годах. Было создано в условиях гражданской войны 17 декабря 1918 года для руководства партийным подпольем и партизанским движением на территориях, находившихся под контролем белогвардейцев. В состав Сиббюро входили представители Реввоенсовета 5-й армии Восточного фронта РККА и партийного подполья Сибири, члены Сиббюро назначались ЦК РКП (б).

## Общая характеристика
В задачи Сиббюро входили сбор информации о положении на территориях, занятых белыми, поддержание связей с партийными организациями Сибири, оказание им помощи кадрами, деньгами, оружием, литературой. В 1919 году в связи с весенним наступлением Колчака деятельность Сиббюро была приостановлена, а его члены направлены в политотделы армии. Руководство партийным подпольем и партизанским движением в этот период осуществлял Сибирский областной подпольный комитет РКП (б), избранный в марте 1919 на 3-й Сибирской конференции РКП (б) в Омске. После развёртывания контрнаступления Восточного фронта весной 1919 года работа Сиббюро возобновилась. По мере освобождения территорий Сибири Сиббюро занималось на них созданием временных губернских, уездных и волостных бюро РКП (б), комсомольских организаций, органов Советской власти, налаживанием хозяйственной деятельности. В середине декабря 1919 года с участием Сиббюро было образовано Омское губбюро РКП(б), 18 декабря — Алтайское, в январе 1920 — Ново-Николаевское (Томское) и другие.
В связи с необходимостью руководства Дальневосточной республикой и проведением в ней большевистской линии 3 марта 1920 года Сиббюро создало самостоятельный орган — Дальневосточное бюро РКП (б) (Дальбюро). Вначале Дальбюро организационно подчинялось Сиббюро, но с 13 августа 1920 года оно преобразовалось в самостоятельное Дальневосточное бюро ЦК РКП (б).
После окончания гражданской войны и перехода к мирному строительству Сиббюро по постановлению ЦК РКП (б) 8 апреля 1920 года стало высшим партийным органом, ответственным за постановку всей партийной и хозяйственной работы в Сибири. Сиббюро руководило работой партийных организаций 8 губерний: Алтайской, Енисейской, Иркутской, Ново-Николаевской, Омской, Семипалатинской, Томской, Якутской, а затем партийными организациями образованных автономных областей: Бурят-Монгольской, Ойротской, Якутской. В состав Сиббюро в разное время входили Ф. И. Голощёкин, К. Х. Данишевский, В. М. Косарев, А. А. Масленников, А. Я. Нейбут, В. Н. Соколов, А. П. Спунде, Ф. И. Суховерхов, С. Е. Чуцкаев, Б. З. Шумяцкий, В. Я. Яковлева, Е. М. Ярославский и др. Секретарями Сиббюро были И. Н. Смирнов (фактический), К. Х. Данишевский (1921), В. Я. Яковлева (1921), И. И. Ходоровский (1922), С. В. Косиор (ноябрь 1922 — май 1924).
Бюро имело свой печатный орган — «Известия Сибирского бюро ЦК РКП(б)», издававшийся в 1920—1922 годах, а также газету «Советская Сибирь», впоследствии ставшую газетой Новосибирской областной парторганизации. В мае 1924 года на 1-й сибирской краевой партийной конференции Сиббюро сложило свои полномочия, передав их новому избранному органу — Сибкрайкому РКП(б).
С июня 1921 по ноябрь 1923 года Сиббюро располагалось в Ново-Николаевске по адресу: ул. Советская, 25.